# La Neuville-lès-Dorengt
La Neuville-lès-Dorengt ist eine französische Gemeinde mit 391 Einwohnern (Stand 1. Januar 2022) im Département Aisne in der Region Hauts-de-France. Sie gehört zum Arrondissement Vervins und zum Kanton Guise.

## Geographie
Die Gemeinde La Neuville-lès-Dorengt liegt am Fluss Noirrieu, der etwas weiter westlich den Canal de la Sambre à l’Oise erreicht, 37 Kilometer nordöstlich von Saint-Quentin. Mit der östlichen Nachbargemeinde Dorengt ist La Neuville-lès-Dorengt baulich zusammengewachsen.

## Bevölkerungsentwicklung
| Jahr      | 1962 | 1968 | 1975 | 1982 | 1990 | 1999 | 2011 | 2022 |
| Einwohner | 453  | 414  | 383  | 381  | 359  | 348  | 396  | 391  |

## Sehenswürdigkeiten

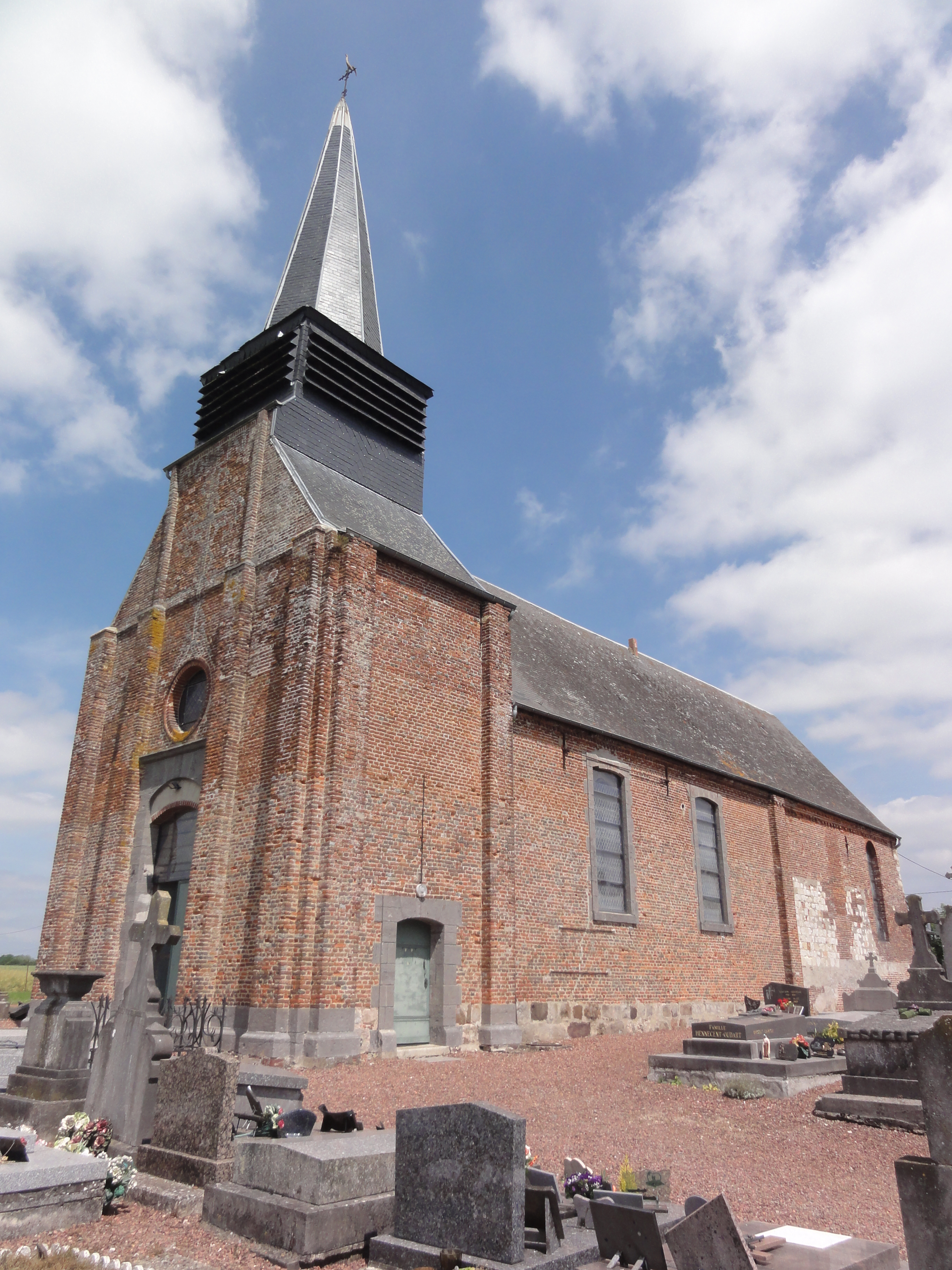
Kirche Saint-Rémi
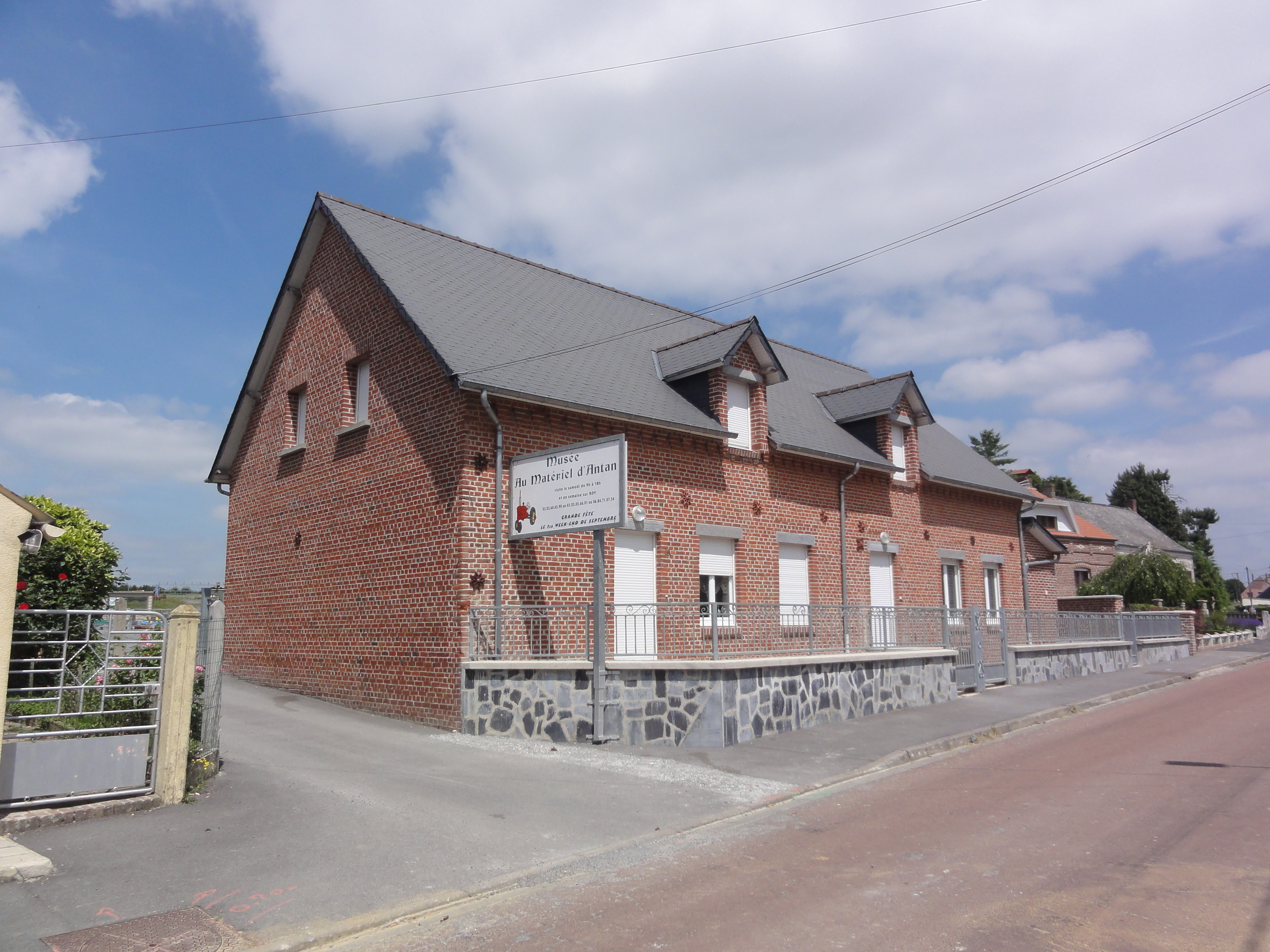
Museum für alte Gerätschaften

- Kirche Saint-Rémi
- Museum für alte Gerätschaften